# Südbahnhofmarkt

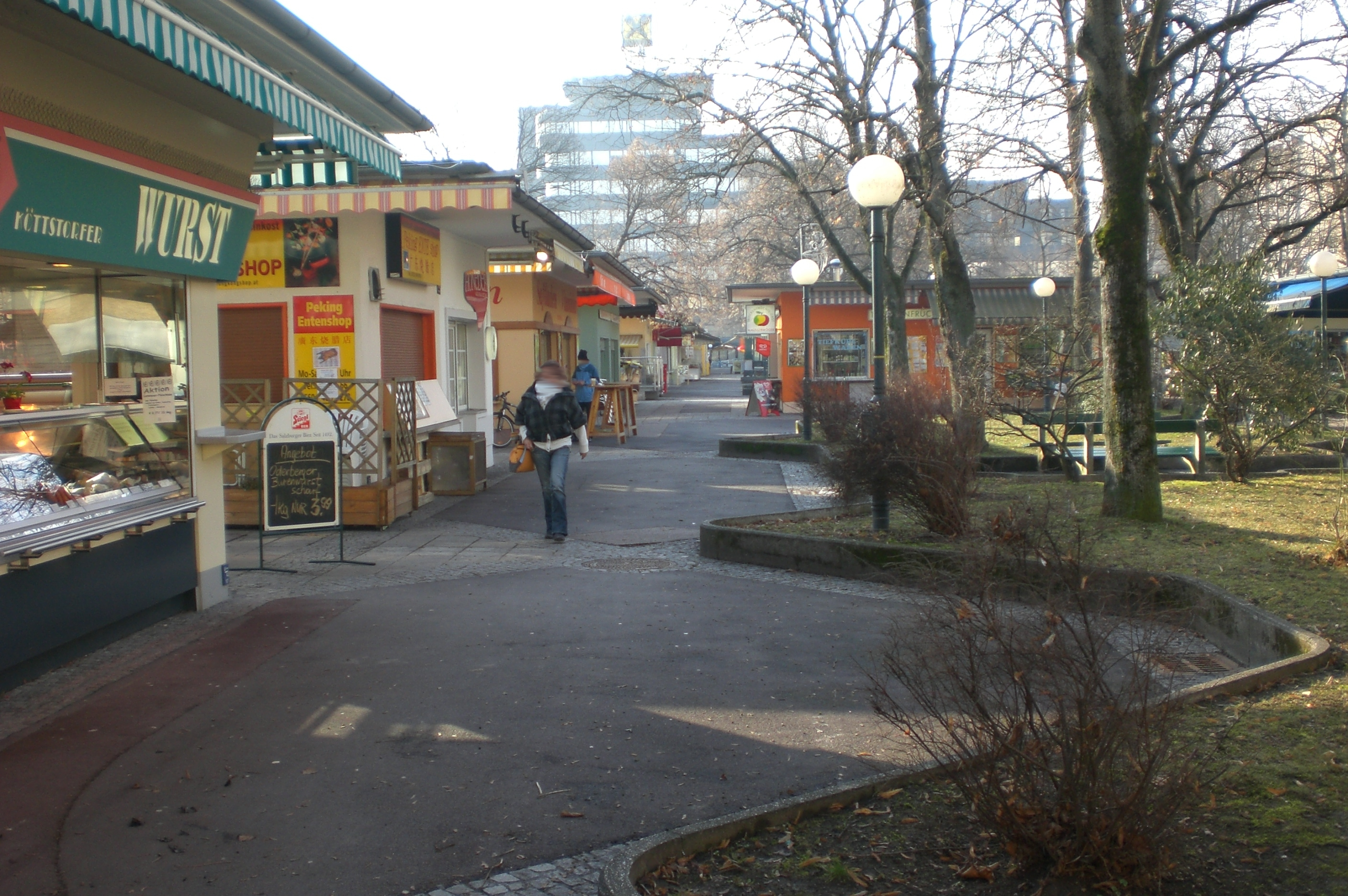
Marktstände des Südbahnhofmarktes

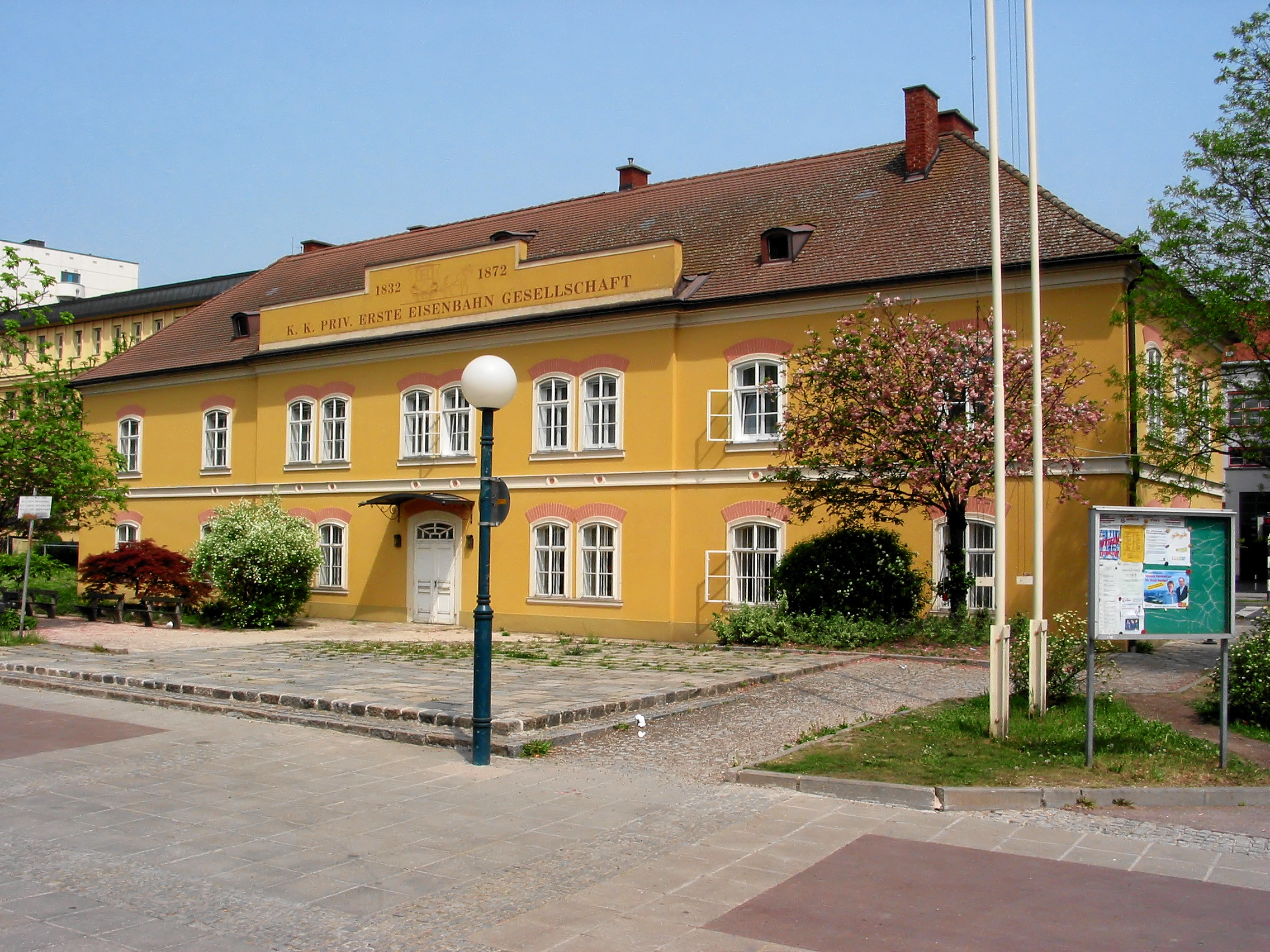
Altes Bahnhofsgebäude am Südbahnhof

Der Südbahnhofmarkt ist der größte Detailmarkt der oberösterreichischen Landeshauptstadt Linz und befindet sich im Stadtviertel Lustenau.
Er wurde 1949 auf dem Bahnhofsareal der ehemaligen Pferdeeisenbahn Budweis–Linz–Gmunden geschaffen, hiervon stammt auch sein Name. Das alte Bahnhofsgebäude steht noch heute. 28 fixe Marktstände bieten täglich ihre Waren an. Dienstags, freitags und samstags erweitert sich das regionale Angebot um einen Bauernmarkt mit wechselnden Händlern.